# ドライビングパートナー・ラジオスクランブル
『ドライビングパートナー・ラジオスクランブル』は、STVラジオで放送されていた情報番組。1983年4月11日開始、1986年10月3日終了。

## 概要
STVアナウンサーと16時台に放送されていた「リクエスト大行進」→「こちらヤンスタベスト100」のパーソナリティを務めた牧泰昌を起用して、2時間の情報番組に改められた。

## パーソナリティ
- 巻山晃(番組開始-1985年時点)
- 春日和彦(1986年時点-番組終了)
- 牧泰昌[1]

## コーナー

### 16時台
- きょうのニュースから
- 全日空さわやかダイヤル
- 交通情報
- ほくでんお天気情報
- 夕刊ひろい読み

### 17時台
- ニュース・パレード
- 交通情報
- 越智正典のスポーツ情報[2]